# Shensheng
El Príncep Shensheng de Jin —xinès tradicional: 申生, xinès simplificat: 申生, pinyin: Shēnshēng— (?-656 aC), va ser el fill major del Duc Xian de Jin i el príncep hereu de l'Estat de Jin durant el regnat del Duc Xian de Jin abans que fos reemplaçat pel seu mig-germà el Príncep Xiqi (奚齊). El Príncep Shensheng era el fill de Qi Jiang (齊姜), la primera esposa del Duc Xian de Jin. A causa que el Duc Xian de Jin afavorí a Li Ji (驪姬), ell va donar la posició de príncep hereu al fill de Li Ji, Príncep Xiqi.